# مجله سولجر
مجله سولجر آفریقای جنوبی (به انگلیسی: South African Soldier)، ماهنامه‌ای است که به‌صورت رسمی توسط وزارت دفاع آفریقای جنوبی طی هجده سال گذشته برای نیروهای مسلح این کشور منتشر شده‌است. این مجله شامل موضوع‌های سیاسی، نظامی، اجتماعی و بخش‌های مختلفی مانند سخن سردبیر، مسائل نظامی، گزارش مراسم مختلف نظامی، معرفی قهرمانان نظامی گذشته ارتش، قوانین حقوق بین‌الملل در خصوص منازعه‌ها و جنگ، اخبار ورزشی، مسائل اجتماعی و اخبار نظامی است. از جمله نکات جالب در این مجله، بخش نامه‌های دریافتی است که به بهترین نامه جایزه نقدی ۲۰۰ راندی (واحد پول آفریقای جنوبی) داده می‌شود.
اعضای هیئت تحریریه ماهنامه سولجر شامل افراد نظامی و غیرنظامی است. خانم نلدا پینار سردبیر و معاونش لوفونو نشیر مبه می‌باشد که به همراه یک گروه چند نفری امور مربوط را انجام می‌دهند. تحریریه نیز شامل ۱۱ نفر است که بیشترشان نظامی هستند.
سولجر به زبان انگلیسی و به صورت رنگی با حدود ۴۵ صفحه چاپ و بین واحدهای مختلف نظامی، به صورت رایگان توزیع می‌شود. دفتر نشریه در ساختمان اصلی وزارت دفاع، در شهر پروتوریا، پایتخت آفریقای جنوبی قرار دارد. بخشی از وبگاه رسمی وزارت دفاع آفریقای جنوبی به این مجله اختصاص دارد. در این بخش علاوه بر آخرین شماره مجله، شماره‌های قبلی نیز در بخش آرشیو در دسترس عموم قرار دارد.